# Archambaud al VIII-lea de Bourbon
Archambaud al VIII-lea de Bourbon (supranumit cel Mare) (n. 1189-d. 1242) a fost senior de Bourbonnais în actuale regiune Auvergne din Franța.
Părinții lui Archambaud au fost Guy al II-lea de Dampierre, senior de Dampierre, și Matilda de Bourbon, fiică a lui Archambaud de Bourbon și nepoată a lui Archambaud al VII-lea de Bourbon. El a fost succedat de către fiul său, Archambaud al IX-lea de Bourbon. Fiica sa Maria s-a căsătorit cu Ioan I de Dreux; o altă fiică, Margareta s-a căsătorit cu regele Theobald I al Navarrei și a fost mama regilor navarrezi Theobald al II-lea și Henric I.